# 10140 Villon
Villon (asteróide 10140) é um asteróide da cintura principal, a 2,101845 UA. Possui uma excentricidade de 0,1315333 e um período orbital de 1 375,21 dias (3,77 anos).
Villon tem uma velocidade orbital média de 19,14560043 km/s e uma inclinação de 2,61808º.
Este asteróide foi descoberto em 19 de Setembro de 1993 por Eric Elst.